# Dzyniłop (stacja kolejowa)
Dzyniłop (ukr. Дзинілор) – stacja kolejowa w miejscowości Dzyniłop, w rejonie izmailskim, w obwodzie odeskim, na Ukrainie. Położona jest na linii z Odessy do Izmaiłu.